# دولنی راکووتس
دولنی راکووتس (به لاتین: Dolni Rakovets) یک منطقهٔ مسکونی در بلغارستان است که در Radomir Municipality واقع شده‌است. دولنی راکووتس ۳۲۱ نفر جمعیت دارد و ۶۳۲ متر بالاتر از سطح دریا واقع شده‌است.